# Feadillo principensis
Feadillo principensis es una especie de crustáceo isópodo terrestre de la familia Armadillidae.

## Distribución geográfica
Es endémica de la isla de Príncipe (Santo Tomé y Príncipe).